# Heliconius luteipicta
Heliconius luteipicta är en fjärilsart som beskrevs av Heinrich Neustetter 1926. Heliconius luteipicta ingår i släktet Heliconius och familjen praktfjärilar. Inga underarter finns listade i Catalogue of Life.